# Crusea pulcherrima
Crusea pulcherrima är en måreväxtart som beskrevs av Attila L. Borhidi och Salas-mor.. Crusea pulcherrima ingår i släktet Crusea och familjen måreväxter. Inga underarter finns listade i Catalogue of Life.